# Grasseiteles punctus
Grasseiteles punctus là một loài tò vò trong họ Ichneumonidae.